# Nicolas-Henri Jardin

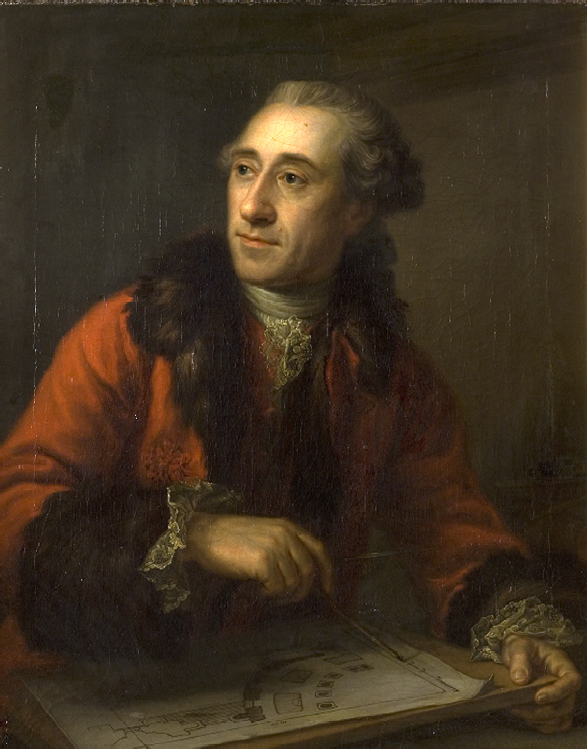
Nicolas-Henri Jardin, por Peder Als em 1764.

Nicolas-Henri Jardin (Saint-Germain-des-Noyers (atual Sena e Marne), 22 de março de 1720 — Paris, 31 de outubro de 1799) foi um arquiteto e paisagista neoclássico francês, que desempenhou a maior parte da sua carreira profissional na Dinamarca. Intendente dos edifícios reais do país nórdico desde 1754, foi responsável pelo projeto da famosa Igreja de Mármore, que se encarregou terminá-la após substituir Nicolai Eigtved. Jardin foi quem introduziu o neoclassicismo na Dinamarca, e a partir de 1778 foi o arquiteto real da França.

## Obras
- Redesenhou o Palácio de Marienlyst para Adam Gottlob Moltke (1759-1763)
- Redesenhou a residência de verão no Palácio de Bernstorff (1759-1765) para o ministro dos negócios estrangeiros Johann Hartwig Ernst von Bernstorff.
- Redesenhou o jardim e parque do Palácio de Fredensborg (1759-1766), juntamente com Johannes Wiedewelt. Jardins do Palácio de Bernstorff, concluídos em 1768.
- Palácio Amarelo, Copenhaga, (1759-1764).
- Interior do Palácio de Christiansborg (1761-1767), principalmente a decoração do Great Hall (1765-1766) que foi destruído por um incêndio em 1794.